# Edmund Jernside (skuespil)
Edmund Jernside er et anonymt elizabethiansk skuespil, der fortæller om Edmind 2. af Englands liv. Mindres tre kritikere har foreslået, at skuespillet er et af William Shakespeares tidlige værker.
Skuespillet blev aldrig publiceret i sin samtid; den eneste kopi der er bevaret findes i MS. Egerton 1994, som er en vigtig samling af skuespilsmanuskripter, som i dag findes på British Library.

## Forfatterskab
E.B. Everitt, Eric Sams og Peter Ackroyd har alle argumenteret for at dette muligvis er Shakespeares første drama. Ifølge Sams indeholder Edmund Jernside "omkring 260 ord og anvendelse som ifølge Oxford English Dictionary blev brugt første gang af Shakespeare selv.... Yderligere indeholder det 635 tilfælde af Shakespeares sjældne or, inklusive omkring 300 af de mest sjældne." Sams daterer det til 1587 og bemærker at opførelse af skuespillet ville have været ulovligt efter dronning Elizabeths død fordi sin følge af en befaling, da en scene indeholdt et slagsmål mellem to ærkebiskopper. Han argumenterer yderligere med at både plot og struktur i høj grad minder om Titus Andronicus, og de mange gang det i sidstnævnte bliver nævnt, at det foregår i Romerriget kan være tegn på, at det er omskrivning af Edmund Jernside. Der er også korrelation mellem billeder og ideer som udelukkende findes i Shakespeares skuespil og ikke fra nogen anden skuespilsforfatter fra denne periode, heriblandt at slanger stikker med deres tunger og Judas Iskariot siger "Hil alle", hvilket ikke er fra biblen, men som også findes i skuespil som Henrik VI, del 3.